# Abborrtjärnen (Sorsele socken, Lappland, 728252-157816)
Abborrtjärnen är en sjö i Sorsele kommun i Lappland och ingår i Umeälvens huvudavrinningsområde. Abborrtjärnen ligger i Vindelälven Natura 2000-område.